# Neoncicola potosi
Espèce
Synonymes
- Prosthenorchis potosi Machado-Filho, 1950 - protonyme

Neoncicola potosi est une espèce d'acanthocéphales de la famille des Oligacanthorhynchidae. C'est un parasite digestif du Kinkajou au Brésil.

## Étymologie
Son nom spécifique, potosi, fait référence à l'animal infecté, Potos flavus.

## Publication originale
- (pt) Domingos Arthur Machado Filho, « Revisão do gênero Prosthenorchis Travassos, 1915 (Acanthocephala) », Memórias do Instituto Oswaldo Cruz, Rio de Janeiro, Institut Oswaldo-Cruz et Instituto Oswaldo Cruz, Ministério da Saúde (d), vol. 48,‎ 1er janvier 1950, p. 495-544 (ISSN 0074-0276 et 1678-8060, OCLC 1197361, PMID 24539413, DOI 10.1590/S0074-02761950000100020, lire en ligne).